# Porcellionides orientalis
Porcellionides orientalis là một loài chân đều trong họ Porcellionidae. Loài này được Uljanin miêu tả khoa học năm 1875.